# Wiggiswil
Wiggiswil es una comuna suiza del cantón de Berna, situada en el distrito administrativo de Berna-Mittelland. Limita al norte con la comuna de Jegenstorf, al este y al sur con Moosseedorf, al oeste con Münchenbuchsee y Deisswil bei Münchenbuchsee.
Hasta el 31 de diciembre de 2009 situada en el distrito de Fraubrunnen.
La distancia entre Wiggiswil y Berna- capital de Suiza- es de 19 minutos en vehículo.    